# ETranslation
Bei dem Dienst eTranslation der Europäischen Kommission handelt es sich um ein Werkzeug zur maschinellen Übersetzung in alle Amtssprachen der Europäischen Union. Der Dienst wurde am 15. November 2017 offiziell eingeführt und soll Rohübersetzungen liefern. Auf deren Basis können dann menschlichen Übersetzung erstellt werden.
Besondere Merkmale, die eTranslation von automatischen Übersetzungsdiensten im Web unterscheiden:
- hohe Sicherheitsanforderungen, da alle vom System verarbeiteten Daten innerhalb der Firewalls der Kommission verbleiben und für Außenstehende nicht zugänglich sind.
- Vielfältigkeit der verfügbaren Sprachen: Alle EU-Amtssprachen sowie Arabisch, Chinesisch, Isländisch, Japanisch, Norwegisch, Russisch, Türkisch und Ukrainisch
- Auswahlmöglichkeit verschiedener Übersetzungsstile wie „Formelle EU-Sprache“, „allgemeine Sprache“, „Finanzsprache“ usw.
- Unterstützung aller gängigen Datei-Formate wie PDF und Tmx- oder Xliff-Dateien für professionelle Übersetzer.
- Web-Dienst-API für Maschine-zu-Maschine-Interaktionen zwischen zugelassenen Parteien.[1]

Der Dienst wurde unter anderem für den Internetauftritt im Rahmen der tschechischen Ratspräsidentschaft 2022 eingesetzt.

## Nutzerkreis
- EU-Institutionen, öffentliche Verwaltungen, Universitäten,
- freiberufliche Übersetzer(inne)n, KMU,
- europäische NRO und im Rahmen von Projekten, die über das Programm „Digitales Europa“ finanziert werden.
- alle Personen, die einen EU Login angelegt haben[3]

Die Nutzung des Dienstes ist kostenlos.